# Ivar Lo-Johansson
Ivar Lo-Johansson (23 de febrer del 1901 - 11 d'abril del 1990) fou un escriptor suec adscrit al corrent de la literatura proletària.
Lo-Johansson va néixer a Ösmo. En la seva obra, va descriure les condicions de vida dels treballadors agrícoles anomenats statare, tant en les novel·les, com en els relats breus i en el periodisme. Gràcies a aquest punt de vista, es van aconseguir avançar i adaptar les lleis agràries per a aquest col·lectiu a Suècia. Les descripcions sobre els pensionistes, els gitanos i altres classes no privilegiades van causar una forta controvèrsia en el país. Va morir a Estocolm als 89 anys.
És un autor conegut per les descripcions vives de la vida a Suècia abans de la reforma agrària dels statares i de les patronals agràries d'abans de la II Guerra mundial. Va tenir la voluntat de fer reflectir la vida de les classes més marginals de la societat per tal de prendre'n consciència. Va guanyar el Premi de Literatura del Consell Nòrdic el 1979 per l'obra Pubertet, i dues vegades el Premi Dobloug de l'Acadèmia Sueca (1953 i 1973).